# Demografía de Rusia

## Población

### Población actual
145 440 504 habitantes (2023 est.)

## Perfil Demográfico
Según el último censo de Rusia, en el 2010, el país tendría unos 143,84 millones de habitantes; 105,21 millones en la parte europea y 38,63 millones en la parte asiática.
El área de Rusia es de aproximadamente 17,07 millones de kilómetros cuadrados, que lo convierte en el país más grande del mundo (aventajando a Canadá por más de siete millones de kilómetros cuadrados).
Su densidad es de 8,6 habitantes por kilómetro cuadrado, lo que refleja que el país tiene una de las poblaciones más dispersas del planeta, y en donde además predomina la población urbana. Está en la novena posición de los países más poblados.

Pirámide de edades de Rusia 2010.

Ciudades de la Federación de Rusia con más de un millón de habitantes

### Evolución demográfica

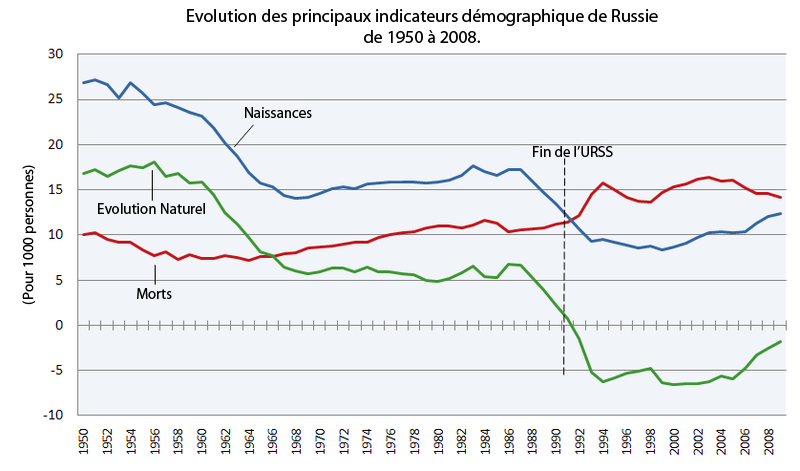
1950-2008

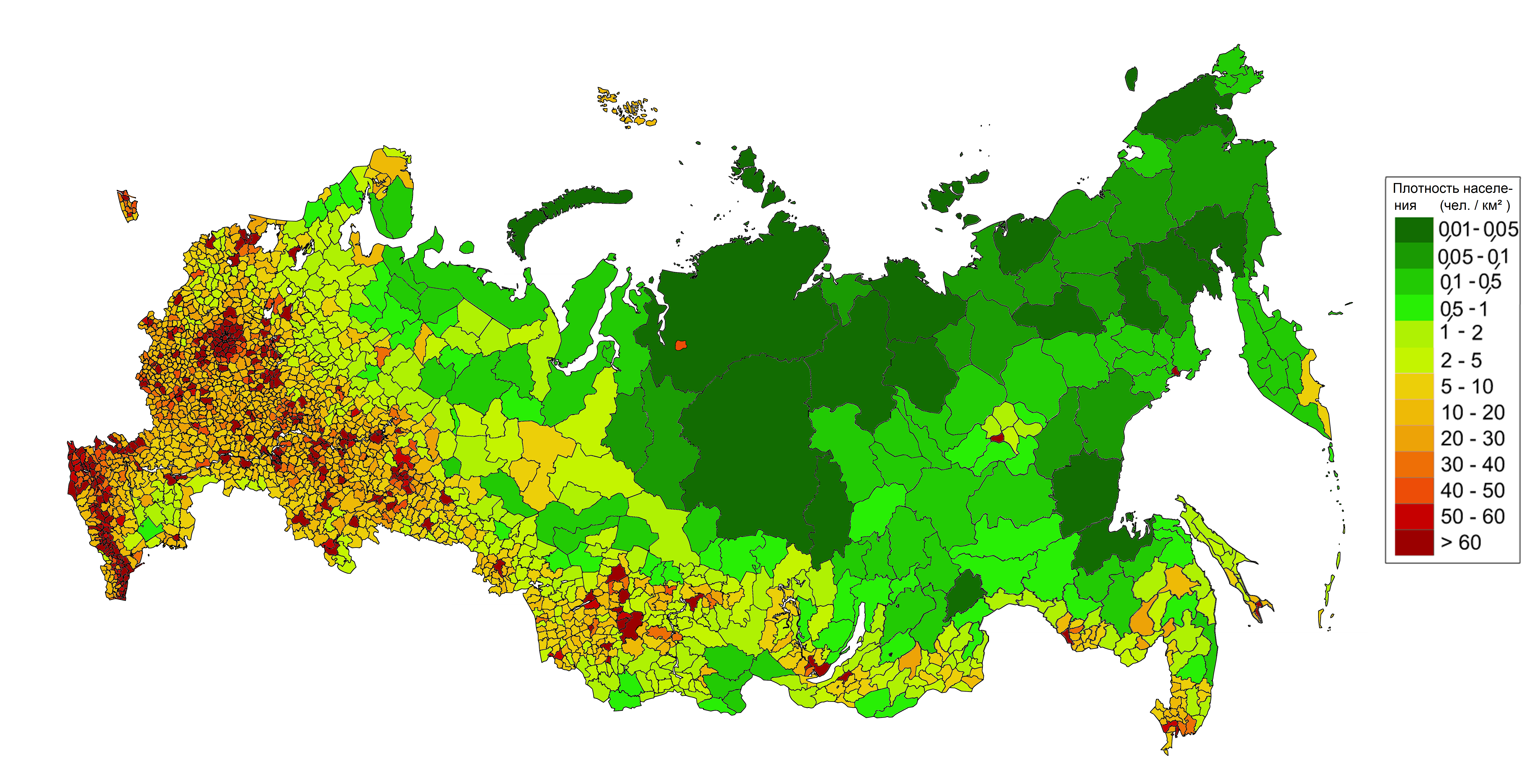
Densidad de población para 2016

#### Eurasiadel norte
(No se incluyen regiones del Asia Central, el Cáucaso ni Crimea bajo dominio chino, persa y romano, respectivamente).
- Año 0: 2 a 4 millones.
- Año 1000: 4 a 7 millones.
- Año 1300: 7 a 7,5 millones (se reduce a menos de 3 millones tras la conquista mongol).

#### Imperio ruso
- Año 1500: 6 millones.
- Año 1550: 11 millones (otros 7 millones en Ucrania, no conquistada).
- Año 1600: 13 millones.
- Año 1650: 15 millones.
- Año 1722: 14 millones.
- Año 1750: 23 millones.
- Año 1789: 25 millones.
- Año 1795: 29 millones.
- Año 1800: 35,5 millones.
- Año 1810: 40,7 millones.
- Año 1815: 45 millones.
- Año 1820: 48,6 millones.
- Año 1830: 56,1 millones.
- Año 1840: 62,4 millones.
- Año 1850: 68,5 millones.
- Año 1860: 74,1 millones.
- Año 1870: 84,5 millones.
- Año 1880: 97,7 millones.
- Año 1890: 118 millones.
- Año 1900: 132,9 millones (67 millones de rusos).
- Año 1914: 175 millones (85 millones de rusos).

#### URSS
(En este segmento se darán datos de la población de toda la URSS y entre paréntesis la población propiamente rusa).
- Año 1917: 132 mill. (91 mill.).
- Año 1926 (censo): 148 mill. (93,5 mill.).
- Año 1939 (censo): 171 mill. (108,4 mill.).
- Año 1941: 191 mill. (111,5 mill.).
- Año 1950: 181 mill. (101,4 mill.). * La reducción de la población se debe a la Segunda Guerra Mundial que causó 27 millones de muertos.
- Año 1959 (censo): 214,2 mill. (117,8 mill.).
- Año 1970 (censo): 242.8 mill. (130,1 mill.).
- Año 1979 (censo): 265,5 mill. (137,6 mill.).
- Año 1989 (censo): 288,6 mill. (147,8 mill.).

#### Rusia
- Año 1991: 148,6 mill.
- Año 1996: 147,7 mill.
- Año 1999: 146,2 mill.
- Año 2001: 145,5 mill.
- Año 2008: 142,7 mill.
- Año 2014: 145,7 mill. (con los 2 mill. de habitantes de Crimea)
- Año 2015: 146,3 mill.
- Año 2016: 143,4 mill.

### Crisis de demografía

#### Descenso de la población y recuperación
Pocos nacimientos y muchas muertes han reducido la población en Rusia un 0,5% anual durante la década de los 90. Esta tasa está acelerándose. Cada 1 000 rusos hay 16 muertes y solo 10,5 nacimientos, consiguiendo que la población disminuya desde 800 000 hasta 750 000 en tan solo un año. La Organización de las Naciones Unidas calcula que la población de Rusia de 2006, de cerca de 140 millones, podía decaer en una tercera parte para el año 2050. Sin embargo, el número de rusos que vivían en la pobreza se redujo a la mitad desde la crisis económica producida por la desintegración de la Unión de Repúblicas Socialistas Soviéticas, la economía que mejoraba tuvo un impacto favorable en la baja tasa de natalidad del país (según la oficina de censos de los Estados Unidos, la tasa de natalidad era de 8,27 nacidos por cada mil habitantes en 1999 y en 2006 es de 9,95 por cada mil habitantes). En suma, Rusia suele desaprobar inmigraciones temporales o permanentes de parte de hombres en edad de trabajar de otros países que no hablen el idioma ruso y provenientes de naciones que formaban la URSS. 
Desde 2007, se ha comenzado a tomar fuertes medidas incentivas (económicas y laborales) en favor del aumento de la natalidad, así como a apoyar más activamente el retorno de emigrantes y de rusos de la antigua URSS. El resultado de estas agresivas políticas, unidas a la relativa prosperidad y estabilidad social, han sido un fuerte cambio de tendencia desde 2009, superando desde 2012 el número de nacimientos al de defunciones.

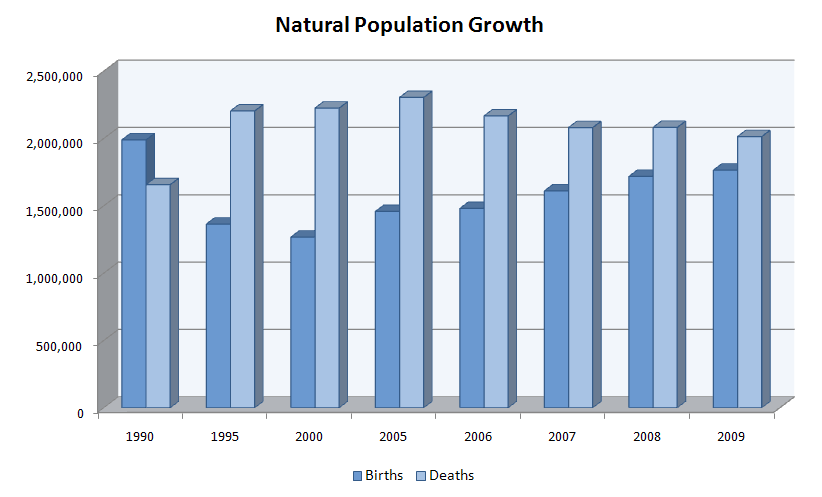

#### Causas
- Abortos.
- Política inmigratoria desfavorable.
- Polución y contaminación ambiental.

##### Abortos
Se calcula que en Rusia los abortos superan a los nacimientos. En el 2004, 1,6 millones de mujeres abortaban (un quinto representa a las menores de 18 años) y 1,5 millones daban a luz. La principal causa de la elevada tasa de aborto en Rusia es que el nacimiento de un primer niño puede poner a la familia en una situación de pobreza. Para contrarrestar esta situación desde 2007 se han ido aprobando leyes que han ido restringiendo la práctica abortiva.

## Grupos étnicos
La mayoría de los habitantes de la Federación de Rusia pertenece a la etnia rusa  que deriva de eslavos orientales, también conocidos como eslavos del este. Según el último censo, realizado en el 2010, el 80,9% de la población de Rusia es étnicamente rusa, representando los grupos indoeuropeos el 84,46% de la población total. En la última década se observa un aumento de la población de origen eslavo, debido a la numerosa inmigración de rusos étnicos procedentes de las antiguas repúblicas de la URSS.
La siguiente lista reunía a todos los grupos étnicos según el censo de 2002, agrupados por idioma:
- Indoeuropeos (84,07% en total, 83,27% eslavos)
  - Rusos: 115.889.107 (79,83%)
  - Ucranianos: 2.942.961 (2,03%)
  - Armenios: 1.130.491 (0,78%)
  - Bielorrusos: 807.970 (0,56%)
  - Alemanes: 597.212 (0,41%)
  - Osetios: 514.875 (0,35%)
  - Rumanos: 182.766 (0,13%)
  - Moldavos: 172.330 (0,12%)
  - Tayikos: 120.136 (0,08%)
  - Griegos: 97.827 (0,07%)
  - Polacos: 73.001 (0,05%)
  - Lituanos: 45.569 (0,03%)
  - Búlgaros: 31.965 (0,02%)
  - Letones: 28.520 (0,02%)
- Túrquicos: (8,36%)
  - Tártaros: 5.554.601 (3,83%)
  - Baskires: 1.673.389 (1,15%)
  - Chuvasios: 1.637.094 (1,13%)
  - Kazajos: 653.962 (0,45%)
  - Azeríes: 621.840 (0,43%)

- Caucásicos: (3,30%)

- Urálicos: (1,91%)

- Mongoles: (0,43%)

- Pueblos semíticos: (0,17%)

- Coreanos: 148.556 (0,10%)

- Otros grupos  étnicos minoritarios 42.980 (0,03%)

Solo el 1,6% de la población no son provenientes de Rusia.

## Idioma
El ruso es el idioma oficial de Rusia, y es entendido por el 99% de la población. Las subdivisiones nacionales de Rusia tienen, en algunos casos, un idioma oficial adicional. Existen más de 100 lenguas habladas en Rusia; la mayoría de estas está en peligro de extinción.

## Religión

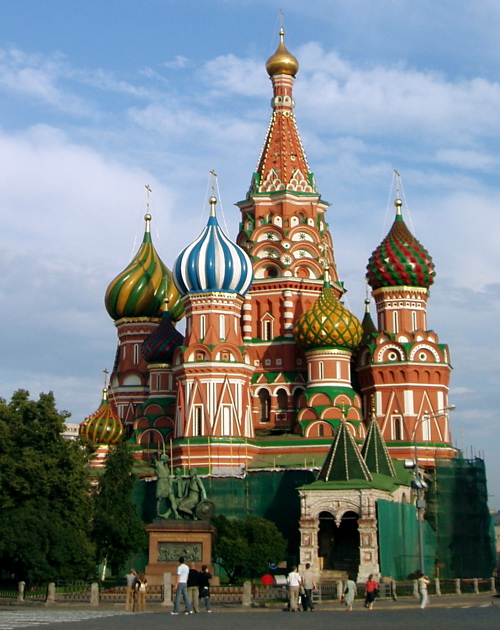
Catedral de San Basilio, Moscú.

La comunidad religiosa más importante en Rusia es la Iglesia ortodoxa rusa, que además es considerada extraoficialmente como la confesión nacional, teniendo sus representantes un importante papel en las ceremonias oficiales. Según la encuesta realizada el 2017 por el Pew Research Center, la iglesia rusa ortodoxa tiene un 71% de seguidores, un 15% no está afiliado a ninguna religión, un 10% al islam, un 3% a otras formas de cristianismo y un 1% a otras religiones (budismo, judaísmo entre otras).

### Evolución histórica
| Religión                                                   | 1998        | 1998        | 2012        | 2012        |
| Religión                                                   | Número      | %           | Número      | %           |
| ---------------------------------------------------------- | ----------- | ----------- | ----------- | ----------- |
| Iglesia ortodoxa Rusa                                      | 74,278,513  | 50.3        | 61,350,000  | 43.0        |
| Islam                                                      | 5,906,840   | 4.0         | 9,400,000   | 6.5         |
| Ateísmo                                                    | 67,485,647  | 45.7        | 18,600,000  | 13.0        |
| Creyentes, pero no profesan ninguna religión en particular | 67,485,647  | 45.7        | 36,000,000  | 25.0        |
| Otras religiones                                           | 67,485,647  | 45.7        | 12,000,000  | 8.4         |
| No establecida                                             | 67,485,647  | 45.7        | 7,900,000   | 5.5         |
| Población total                                            | 147,671,000 | 147,671,000 | 142,800,000 | 142,800,000 |

## Inmigración
La principal fuente de inmigrantes corresponde a los ex países pertenecientes a la Unión Soviética. A continuación se describe el origen de la población extranjera al año 2015:
Ciudadanía de los inmigrantes al 4 de marzo de 2015:
| 1  | Ucrania         | 2,552,884 |
| 2  | Uzbekistán      | 2,131,300 |
| 3  | Tayikistán      | 963,489   |
| 4  | Kazajistán      | 626,594   |
| 5  | Azerbaiyán      | 562,787   |
| 6  | Moldavia        | 557,592   |
| 7  | Bielorrusia     | 529,953   |
| 8  | Kirguistán      | 523,221   |
| 9  | Armenia         | 484,892   |
| 10 | Alemania        | 238,293   |
| 11 | China           | 236,932   |
| 12 | Estados Unidos  | 141,115   |
| 13 | Reino Unido     | 109,930   |
| 14 | Turquía         | 103,395   |
| 15 | Finlandia       | 68,963    |
| 16 | Italia          | 52,541    |
| 17 | Francia         | 50,622    |
| 18 | Vietnam         | 49,465    |
| 19 | España          | 45,445    |
| 20 | Filipinas       | 40,168    |
| 21 | Lituania        | 37,443    |
| 22 | Corea del Norte | 33,336    |
| 23 | Canadá          | 31,916    |
| 24 | Georgia         | 31,076    |
| 25 | India           | 30,617    |
| 26 | Israel          | 29,589    |
| 27 | Serbia          | 29,499    |
| 28 | Polonia         | 27,591    |
| 29 | Corea del Sur   | 26,838    |
| 30 | Letonia         | 26,677    |
| 31 | Australia       | 25,809    |
| 32 | Estonia         | 25,599    |
| 33 | Japón           | 25,360    |
| 34 | Turkmenistán    | 24,340    |
| 35 | Brasil          | 23,958    |
| 36 | Países Bajos    | 21,093    |
| 37 | Mongolia        | 15,749    |
| 38 | Austria         | 14,588    |
| 39 | Suiza           | 14,233    |
| 40 | Tailandia       | 14,087    |
| 41 | México          | 12,478    |
| 42 | Argentina       | 10,674    |
| 43 | Suecia          | 10,587    |
| 44 | Bélgica         | 10,485    |
| 45 | Grecia          | 9,841     |
| 46 | Dinamarca       | 9,554     |
| 47 | Singapur        | 9,433     |
| 48 | Irán            | 8,672     |
| 49 | Bulgaria        | 8,543     |
| 50 | Afganistán      | 8,520     |

## Estadísticas vitales (después de la Segunda Guerra Mundial
|      | Total average midyear population | Live births | Muertes   | Natural change | Crude birth rate (per 1,000) | Crude death rate (per 1,000) | Natural change (per 1,000) | Total fertility rates | Urban fertility | Rural fertility | Life Expectancy (male) | Life Expectancy (female) | Life Expectancy (total) | Abortions (including miscarriage) reported |
| ---- | -------------------------------- | ----------- | --------- | -------------- | ---------------------------- | ---------------------------- | -------------------------- | --------------------- | --------------- | --------------- | ---------------------- | ------------------------ | ----------------------- | ------------------------------------------ |
| 1946 | 98,028,000                       | 2,546,000   | 1,210,000 | 1,336,000      | 26.0                         | 12.3                         | 13.6                       | 2.81                  |                 |                 | 46.6                   | 55.3                     |                         |                                            |
| 1947 | 98,834,000                       | 2,715,000   | 1,680,000 | 1,035,000      | 27.5                         | 17.0                         | 10.5                       | 2.94                  |                 |                 | 39.9                   | 49.8                     |                         |                                            |
| 1948 | 99,706,000                       | 2,516,000   | 1,310,000 | 1,206,000      | 25.2                         | 13.1                         | 12.1                       | 2.60                  |                 |                 | 47.0                   | 56.0                     |                         |                                            |
| 1949 | 101,160,000                      | 3,089,000   | 1,187,000 | 1,902,000      | 30.5                         | 11.7                         | 18.8                       | 3.21                  |                 |                 | 51.0                   | 59.8                     |                         |                                            |
| 1950 | 102,833,000                      | 2,859,000   | 1,180,000 | 1,679,000      | 27.8                         | 11.5                         | 16.3                       | 2.89                  |                 |                 | 52.3                   | 61.0                     |                         |                                            |
| 1951 | 104,439,000                      | 2,938,000   | 1,210,000 | 1,728,000      | 28.1                         | 11.6                         | 16.5                       | 2.92                  |                 |                 | 52.3                   | 60.6                     |                         |                                            |
| 1952 | 106,164,000                      | 2,928,000   | 1,138,000 | 1,790,000      | 27.6                         | 10.7                         | 16.9                       | 2.87                  |                 |                 | 54.6                   | 62.9                     |                         |                                            |
| 1953 | 107,828,000                      | 2,822,000   | 1,118,000 | 1,704,000      | 26.2                         | 10.4                         | 15.8                       | 2.73                  |                 |                 | 55.5                   | 63.9                     |                         |                                            |
| 1954 | 109,643,000                      | 3,048,000   | 1,133,000 | 1,915,000      | 27.8                         | 10.3                         | 17.5                       | 2.97                  |                 |                 | 55.9                   | 64.1                     |                         |                                            |
| 1955 | 111,572,000                      | 2,942,000   | 1,037,000 | 1,905,000      | 26.4                         | 9.3                          | 17.1                       | 2.82                  |                 |                 | 58.3                   | 66.6                     |                         |                                            |
| 1956 | 113,327,000                      | 2,827,000   | 956,000   | 1,871,000      | 24.9                         | 8.4                          | 16.5                       | 2.73                  |                 |                 | 60.1                   | 68.8                     |                         |                                            |
| 1957 | 115,035,000                      | 2,880,000   | 1,017,000 | 1,863,000      | 25.0                         | 8.8                          | 16.2                       | 2.75                  |                 |                 | 59.7                   | 68.4                     |                         | 3,407,398                                  |
| 1958 | 116,749,000                      | 2,861,000   | 931,000   | 1,930,000      | 24.5                         | 8.0                          | 16.5                       | 2.69                  |                 |                 | 61.8                   | 70.4                     |                         | 3,939,362                                  |
| 1959 | 118,307,000                      | 2,796,228   | 920,225   | 1,876,003      | 23.6                         | 7.8                          | 15.9                       | 2.58                  | 2.03            | 3.34            | 62.84                  | 71.14                    | 67.65                   | 4,174,111                                  |
| 1960 | 119,906,000                      | 2,782,353   | 886,090   | 1,896,263      | 23.2                         | 7.4                          | 15.8                       | 2.56                  | 2.06            | 3.26            | 63.67                  | 72.31                    | 68.67                   | 4,373,042                                  |
| 1961 | 121,586,000                      | 2,662,135   | 901,637   | 1,760,498      | 21.9                         | 7.4                          | 14.5                       | 2.47                  | 2.04            | 3.08            | 63.91                  | 72.63                    | 68.92                   | 4,759,040                                  |
| 1962 | 123,128,000                      | 2,482,539   | 949,648   | 1,532,891      | 20.2                         | 7.7                          | 12.4                       | 2.36                  | 1.98            | 2.92            | 63.67                  | 72.27                    | 68.58                   | 4,925,124                                  |
| 1963 | 124,514,000                      | 2,331,505   | 932,055   | 1,399,450      | 18.7                         | 7.5                          | 11.2                       | 2.31                  | 1.93            | 2.87            | 64.12                  | 72.78                    | 69.05                   | 5,134,100                                  |
| 1964 | 125,744,000                      | 2,121,994   | 901,751   | 1,220,243      | 16.9                         | 7.2                          | 9.7                        | 2.19                  | 1.88            | 2.66            | 64.89                  | 73.58                    | 69.85                   | 5,376,200                                  |
| 1965 | 126,749,000                      | 1,990,520   | 958,789   | 1,031,731      | 15.7                         | 7.6                          | 8.1                        | 2.14                  | 1.82            | 2.58            | 64.37                  | 73.33                    | 69.44                   | 5,463,300                                  |
| 1966 | 127,608,000                      | 1,957,763   | 974,299   | 983,464        | 15.3                         | 7.6                          | 7.7                        | 2.13                  | 1.85            | 2.58            | 64.29                  | 73.55                    | 69.51                   | 5,322,500                                  |
| 1967 | 128,361,000                      | 1,851,041   | 1,017,034 | 834,007        | 14.4                         | 7.9                          | 6.5                        | 2.03                  | 1.79            | 2.46            | 64.02                  | 73.43                    | 69.30                   | 5,005,000                                  |
| 1968 | 129,037,000                      | 1,816,509   | 1,040,096 | 776,413        | 14.1                         | 8.1                          | 6.0                        | 1.98                  | 1.75            | 2.44            | 63.73                  | 73.56                    | 69.26                   | 4,872,900                                  |
| 1969 | 129,660,000                      | 1,847,592   | 1,106,640 | 740,952        | 14.2                         | 8.5                          | 5.7                        | 1.99                  | 1.78            | 2.44            | 63.07                  | 73.29                    | 68.74                   | 4,751,100                                  |
| 1970 | 130,252,000                      | 1,903,713   | 1,131,183 | 772,530        | 14.6                         | 8.7                          | 5.9                        | 2.00                  | 1.77            | 2.52            | 63.07                  | 73.44                    | 68.86                   | 4,837,700                                  |
| 1971 | 130,934,000                      | 1,974,637   | 1,143,359 | 831,278        | 15.1                         | 8.7                          | 6.3                        | 2.02                  | 1.80            | 2.60            | 63.24                  | 73.77                    | 69.12                   | 4,838,749                                  |
| 1972 | 131,687,000                      | 2,014,638   | 1,181,802 | 832,836        | 15.3                         | 9.0                          | 6.3                        | 2.03                  | 1.81            | 2.59            | 63.24                  | 73.62                    | 69.02                   | 4,765,900                                  |
| 1973 | 132,434,000                      | 1,994,621   | 1,214,204 | 780,417        | 15.1                         | 9.2                          | 5.9                        | 1.96                  | 1.75            | 2.55            | 63.28                  | 73.56                    | 69.00                   | 4,747,037                                  |
| 1974 | 133,217,000                      | 2,079,812   | 1,222,495 | 857,317        | 15.6                         | 9.2                          | 6.4                        | 2.00                  | 1.78            | 2.63            | 63.12                  | 73.77                    | 68.99                   | 4,674,050                                  |
| 1975 | 134,092,000                      | 2,106,147   | 1,309,710 | 796,437        | 15.7                         | 9.8                          | 5.9                        | 1.97                  | 1.76            | 2.64            | 62.48                  | 73.23                    | 68.35                   | 4,670,700                                  |
| 1976 | 135,026,000                      | 2,146,711   | 1,352,950 | 793,761        | 15.9                         | 10.0                         | 5.9                        | 1.96                  | 1.74            | 2.62            | 62.19                  | 73.04                    | 68.10                   | 4,757,055                                  |
| 1977 | 135,979,000                      | 2,156,724   | 1,387,986 | 768,738        | 15.9                         | 10.2                         | 5.7                        | 1.92                  | 1.72            | 2.58            | 61.82                  | 73.19                    | 67.97                   | 4,686,063                                  |
| 1978 | 136,922,000                      | 2,179,030   | 1,417,377 | 761,653        | 15.9                         | 10.4                         | 5.6                        | 1.90                  | 1.70            | 2.55            | 61.83                  | 73.23                    | 68.01                   | 4,656,057                                  |
| 1979 | 137,758,000                      | 2,178,542   | 1,490,057 | 688,485        | 15.8                         | 10.8                         | 5.0                        | 1.87                  | 1.67            | 2.54            | 61.49                  | 73.02                    | 67.73                   | 4,544,040                                  |
| 1980 | 138,483,000                      | 2,202,779   | 1,525,755 | 677,024        | 15.9                         | 11.0                         | 4.9                        | 1.87                  | 1.68            | 2.51            | 61.38                  | 72.96                    | 67.70                   | 4,506,249                                  |
| 1981 | 139,221,000                      | 2,236,608   | 1,524,286 | 712,322        | 16.1                         | 10.9                         | 5.1                        | 1.88                  | 1.69            | 2.55            | 61.61                  | 73.18                    | 67.92                   | 4,400,676                                  |
| 1982 | 140,067,000                      | 2,328,044   | 1,504,200 | 823,844        | 16.6                         | 10.7                         | 5.9                        | 1.96                  | 1.76            | 2.63            | 62.24                  | 73.64                    | 68.38                   | 4,462,825                                  |
| 1983 | 141,056,000                      | 2,478,322   | 1,563,995 | 914,327        | 17.6                         | 11.1                         | 6.5                        | 2.11                  | 1.89            | 2.76            | 62.15                  | 73.41                    | 68.15                   | 4,317,729                                  |
| 1984 | 142,061,000                      | 2,409,614   | 1,650,866 | 758,748        | 17.0                         | 11.6                         | 5.3                        | 2.06                  | 1.86            | 2.69            | 61.71                  | 72.96                    | 67.67                   | 4,361,959                                  |
| 1985 | 143,033,000                      | 2,375,147   | 1,625,266 | 749,881        | 16.6                         | 11.4                         | 5.2                        | 2.05                  | 1.87            | 2.68            | 62.72                  | 73.23                    | 68.33                   | 4,552,443                                  |
| 1986 | 144,156,000                      | 2,485,915   | 1,497,975 | 987,940        | 17.2                         | 10.4                         | 6.9                        | 2.18                  | 1.98            | 2.83            | 64.77                  | 74.22                    | 69.95                   | 4,579,400                                  |
| 1987 | 145,386,000                      | 2,499,974   | 1,531,585 | 968,389        | 17.2                         | 10.5                         | 6.7                        | 2.22                  | 1.974           | 3.187           | 64.83                  | 74.26                    | 69.96                   | 4,385,627                                  |
| 1988 | 146,505,000                      | 2,348,494   | 1,569,112 | 779,382        | 16.0                         | 10.7                         | 5.3                        | 2.13                  | 1.90            | 3.06            | 64.61                  | 74.25                    | 69.81                   | 4,608,953                                  |
| 1989 | 147,342,000                      | 2,160,559   | 1,583,743 | 576,816        | 14.7                         | 10.7                         | 3.9                        | 2.01                  | 1.83            | 2.63            | 64.20                  | 74.50                    | 69.73                   | 4,427,713                                  |
| 1990 | 147,969,000                      | 1,988,858   | 1,655,993 | 332,865        | 13.4                         | 11.2                         | 2.3                        | 1.892                 | 1.698           | 2.600           | 63.76                  | 74.32                    | 69.36                   | 4,103,425                                  |
| 1991 | 148,394,000                      | 1,794,626   | 1,690,657 | 103,969        | 12.1                         | 11.4                         | 0.7                        | 1.732                 | 1.531           | 2.447           | 63.41                  | 74.23                    | 69.11                   | 3,608,421                                  |
| 1992 | 148,538,000                      | 1,587,644   | 1,807,441 | –219,797       | 10.7                         | 12.2                         | –1.5                       | 1.547                 | 1.351           | 2.219           | 61.96                  | 73.71                    | 67.98                   | 3,436,695                                  |
| 1993 | 148,459,000                      | 1,378,983   | 2,129,339 | –750,356       | 9.3                          | 14.3                         | –5.1                       | 1.369                 | 1.200           | 1.946           | 58.80                  | 71.85                    | 65.24                   | 3,243,957                                  |
| 1994 | 148,408,000                      | 1,408,159   | 2,301,366 | –893,207       | 9.5                          | 15.5                         | –6.0                       | 1.394                 | 1.238           | 1.917           | 57.38                  | 71.07                    | 63.93                   | 3,060,237                                  |
| 1995 | 148,376,000                      | 1,363,806   | 2,203,811 | –840,005       | 9.2                          | 14.9                         | –5.7                       | 1.337                 | 1.193           | 1.813           | 58.11                  | 71.60                    | 64.62                   | 2,766,362                                  |
| 1996 | 148,160,000                      | 1,304,638   | 2,082,249 | –777,611       | 8.8                          | 14.1                         | –5.2                       | 1.270                 | 1.140           | 1.705           | 59.61                  | 72.41                    | 65.89                   | 2,652,038                                  |
| 1997 | 147,915,000                      | 1,259,943   | 2,015,779 | –755,836       | 8.5                          | 13.6                         | –5.1                       | 1.218                 | 1.097           | 1.624           | 60.84                  | 72.85                    | 66.79                   | 2,498,716                                  |
| 1998 | 147,671,000                      | 1,283,292   | 1,988,744 | –705,452       | 8.7                          | 13.5                         | –4.8                       | 1.232                 | 1.109           | 1.643           | 61.19                  | 73.12                    | 67.14                   | 2,346,138                                  |
| 1999 | 147,215,000                      | 1,214,689   | 2,144,316 | –929,627       | 8.3                          | 14.6                         | –6.3                       | 1.157                 | 1.045           | 1.534           | 59.86                  | 72.42                    | 65.99                   | 2,181,153                                  |
| 2000 | 146,597,000                      | 1,266,800   | 2,225,332 | –958,532       | 8.6                          | 15.2                         | –6.5                       | 1.195                 | 1.089           | 1.554           | 58.99                  | 72.25                    | 65.38                   | 2,138,800                                  |
| 2001 | 145,976,000                      | 1,311,604   | 2,254,856 | –943,252       | 9.0                          | 15.4                         | –6.5                       | 1.223                 | 1.124           | 1.564           | 58.88                  | 72.16                    | 65.30                   | 2,114,700                                  |
| 2002 | 145,306,496                      | 1,396,967   | 2,332,272 | –935,305       | 9.6                          | 16.1                         | –6.4                       | 1.286                 | 1.189           | 1.633           | 58.68                  | 71.90                    | 64.95                   | 1,944,481                                  |
| 2003 | 144,648,624                      | 1,477,301   | 2,365,826 | –888,525       | 10.2                         | 16.4                         | –6.1                       | 1.319                 | 1.223           | 1.666           | 58.53                  | 71.85                    | 64.84                   | 1,864,647                                  |
| 2004 | 144,067,312                      | 1,502,477   | 2,295,402 | –792,925       | 10.4                         | 15.9                         | –5.5                       | 1.344                 | 1.253           | 1.654           | 58.91                  | 72.36                    | 65.31                   | 1,797,567                                  |
| 2005 | 143,518,816                      | 1,457,376   | 2,303,935 | –846,559       | 10.2                         | 16.1                         | –5.9                       | 1.294                 | 1.207           | 1.576           | 58.92                  | 72.47                    | 65.37                   | 1,675,693                                  |
| 2006 | 143,049,632                      | 1,479,637   | 2,166,703 | –687,066       | 10.3                         | 15.1                         | –4.8                       | 1.305                 | 1.210           | 1.601           | 60.43                  | 73.34                    | 66.69                   | 1,582,398                                  |
| 2007 | 142,805,120                      | 1,610,122   | 2,080,445 | –470,323       | 11.3                         | 14.6                         | –3.3                       | 1.416                 | 1.294           | 1.798           | 61.46                  | 74.02                    | 67.61                   | 1,479,010                                  |
| 2008 | 142,742,368                      | 1,713,947   | 2,075,954 | –362,007       | 12.0                         | 14.5                         | –2.6                       | 1.502                 | 1.372           | 1.912           | 61.92                  | 74.28                    | 67.99                   | 1,385,600                                  |
| 2009 | 142,785,344                      | 1,761,687   | 2,010,543 | –248,856       | 12.3                         | 14.1                         | –1.8                       | 1.542                 | 1.415           | 1.941           | 62.87                  | 74.79                    | 68.78                   | 1,292,389                                  |
| 2010 | 142,849,472                      | 1,788,948   | 2,028,516 | –239,568       | 12.5                         | 14.2                         | –1.7                       | 1.567                 | 1.439           | 1.983           | 63.09                  | 74.88                    | 68.94                   | 1,186,108                                  |
| 2011 | 142,960,908                      | 1,796,629   | 1,925,720 | –129,091       | 12.6                         | 13.5                         | –0.9                       | 1.582                 | 1.442           | 2.056           | 64.04                  | 75.61                    | 69.83                   | 1,124,880                                  |
| 2012 | 143,201,700                      | 1,902,084   | 1,906,335 | –4,251         | 13.3                         | 13.3                         | –0.0                       | 1.691                 | 1.541           | 2.215           | 64.56                  | 75.86                    | 70.24                   | 1,063,982                                  |
| 2013 | 143,506,995                      | 1,895,822   | 1,871,809 | 24,013         | 13.3                         | 13.0                         | 0.2                        | 1.707                 | 1.551           | 2.264           | 65.14                  | 76.31                    | 70.77                   | 1,012,399                                  |
| 2014 | 146,090,613                      | 1,942,683   | 1,912,347 | 30,346         | 13.3                         | 13.1                         | 0.2                        | 1.750                 | 1.588           | 2.318           | 65.29                  | 76.49                    | 70.93                   | 929,963                                    |
| 2015 | 146,405,999                      | 1,940,579   | 1,908,541 | 32,038         | 13.3                         | 13.1                         | 0.2                        | 1.777                 | 1.678           | 2.111           | 65.92                  | 76.71                    | 71.39                   | 848,180                                    |
| 2016 | 146,674,541                      | 1,888,729   | 1,891,015 | –2,286         | 12.9                         | 12.9                         | –0.0                       | 1.762                 | 1.672           | 2.056           | 66.50                  | 77.06                    | 71.87                   | 836,611                                    |
| 2017 | 146,842,402                      | 1,690,307   | 1,826,125 | –135,818       | 11.5                         | 12.4                         | –0.9                       | 1.621                 | 1.527           | 1.923           | 67.51                  | 77.64                    | 72.70                   | 779,848                                    |
| 2018 | 146,830,576                      | 1,604,344   | 1,828,910 | –224,566       | 10.9                         | 12.5                         | –1.6                       | 1.579                 | 1.489           | 1.870           | 67.75                  | 77.81                    | 72.91                   | 661,045                                    |
| 2019 | 146,764,655                      | 1,481,074   | 1,798,307 | –317,233       | 10.1                         | 12.3                         | –2.2                       | 1.504                 | 1,43            | 1,75            | 68.24                  | 78.17                    | 73.34                   | 621,652                                    |
| 2020 | 146,171,015                      | 1,436,514   | 2,138,586 | –702,072       | 9.8                          | 14.6                         | –4.8                       | 1.505                 |                 |                 | 66.4                   | 76.3                     | 71.4                    | 510,333                                    |